# Lovett Lake
Lovett Lake är en sjö i Kanada.   Den ligger i provinsen Nova Scotia, i den sydöstra delen av landet, 1 000 km öster om huvudstaden Ottawa. Lovett Lake ligger 83 meter över havet. Arean är 0,17 kvadratkilometer.Den sträcker sig 0,9 kilometer i nord-sydlig riktning, och 0,6 kilometer i öst-västlig riktning.
I omgivningarna runt Lovett Lake växer i huvudsak blandskog. Runt Lovett Lake är det ganska glesbefolkat, med 45 invånare per kvadratkilometer.